# Mariano Cueva Vallejo
Mariano Cueva Vallejo (Cuenca, 6 de agosto de 1810 - 18 de marzo de 1882) fue un político y periodista cuencano, fue diputado, gobernador, juez y rector de la Universidad de Cuenca.

## Biografía
Nació en Cuenca y fue bautizado el 6 de agosto de 1810. Hijo de Tadeo Cueva Tinoco y de Serafina Vallejo Encalada, naturales de Loja y Cuenca, respectivamente.
En enero del año 1861 fue a Quito como diputado del Azuay a la Convención Nacional y el 10 de marzo fue elegido Vicepresidente de la República por 20 votos contra 16 de su oponente Pedro José Arteta.
Fue gobernador del Azuay y ocupó en dos ocasiones el rectorado de la Universidad de Cuenca, donde permaneció hasta su muerte el 18 de marzo de 1882, a los 71 años de edad.